# Bretleben
Bretleben település Németországban, azon belül Türingiában. Lakosainak száma 530 fő (2017. december 31.).

## Népesség
A település népességének változása:

| 2014 | 566 |
| 2017 | 530 |